# Мишкића Брдо
Мишкића Брдо је насељено место у Босни и Херцеговини у општини Травник. Административно припада Федерацији Босне и Херцеговине, односно њеном Средњобосанском кантону. Према попису становништва из 2013. у насељу је било 96 становника, а већинску популацију чинили су Хрвати.

## Становништво
По последњем службеном попису становништва из 2013. године у овом насељу живело је 96 становника, а село је било етнички хомогено са већинском хрватском популацијом.
| Националност | 2013. | 1991.        | 1981.        | 1971.        |
| Хрвати       | —     | 132 (94,96%) | 147 (98,66%) | 117 (98,32%) |
| Срби         | —     | 2 (1,44%)    | 0            | 1 (0,84%)    |
| Југословени  | —     | 5 (3,59%)    | 2 (1,34%)    | 0            |
| остали       | —     | 0            | 0            | 1 (0,84%)    |
| Укупно       | 96    | 139          | 149          | 119          |